# Louis Anquetin
Louis Anquetin (Étrépagny, 26 de Janeiro de 1861 - Paris, 19 de Agosto de 1932) foi um pintor francês. Influenciado pelo Impressionismo, Anquetin conheceu Vincent van Gogh, Paul Gauguin, Henri de Toulouse-Lautrec, Émile Bernard e Georges Seurat. Mais tarde, juntamente com Bernard, cria um novo estilo de pintura que ficou conhecido como Cloisonnisme.

## Biografia
Anquetin nasceu em Étrépagny, França, e estudou no Lycée Pierre Corneille em Rouen.
Em 1882 ele veio para Paris e começou a estudar arte no estúdio de Léon Bonnat , onde conheceu Henri de Toulouse-Lautrec. Os dois artistas mais tarde se mudaram para o estúdio de Fernand Cormon, onde fizeram amizade com Émile Bernard e Vincent van Gogh.
Por volta de 1887, Anquetin e Bernard desenvolveram um estilo de pintura que usava regiões planas de cor e contornos grossos e pretos. Este estilo, denominado cloisonismo pelo crítico Édouard Dujardin, foi inspirado tanto pelos vitrais quanto pelo ukiyo-e japonês. Um exemplo disso pode ser visto em Avenue de Clichy: Five O'Clock in the Evening, argumentado pelo Dr. Bogomila Welsh-Ovcharov como sendo a inspiração para o famoso Café Terrace at Night de Van Gogh.

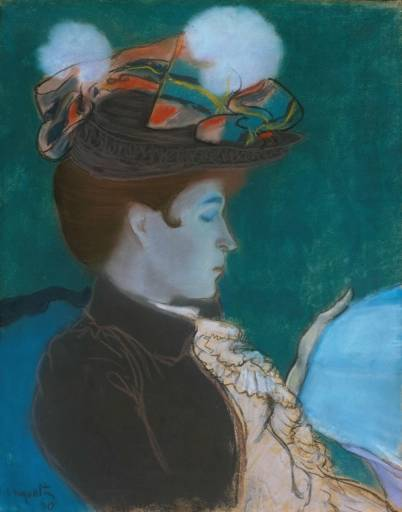
Reading Woman, 1890

Ele acabou caindo dos olhos do público depois de abandonar os movimentos modernos, optando por estudar os métodos dos Velhos Mestres . Assim, as obras de Anquetin após meados da década de 1890, como Rinaldo e Armida, eram especialmente rubensianas e alegóricas por natureza. Em 1907 conheceu Jacques Maroger, um jovem artista que partilhava o seu interesse, com quem colaborou.
Mais tarde na vida, Anquetin escreveu um livro sobre Rubens, que foi publica
do em 1924. Ele morreu em Paris.

## Galeria

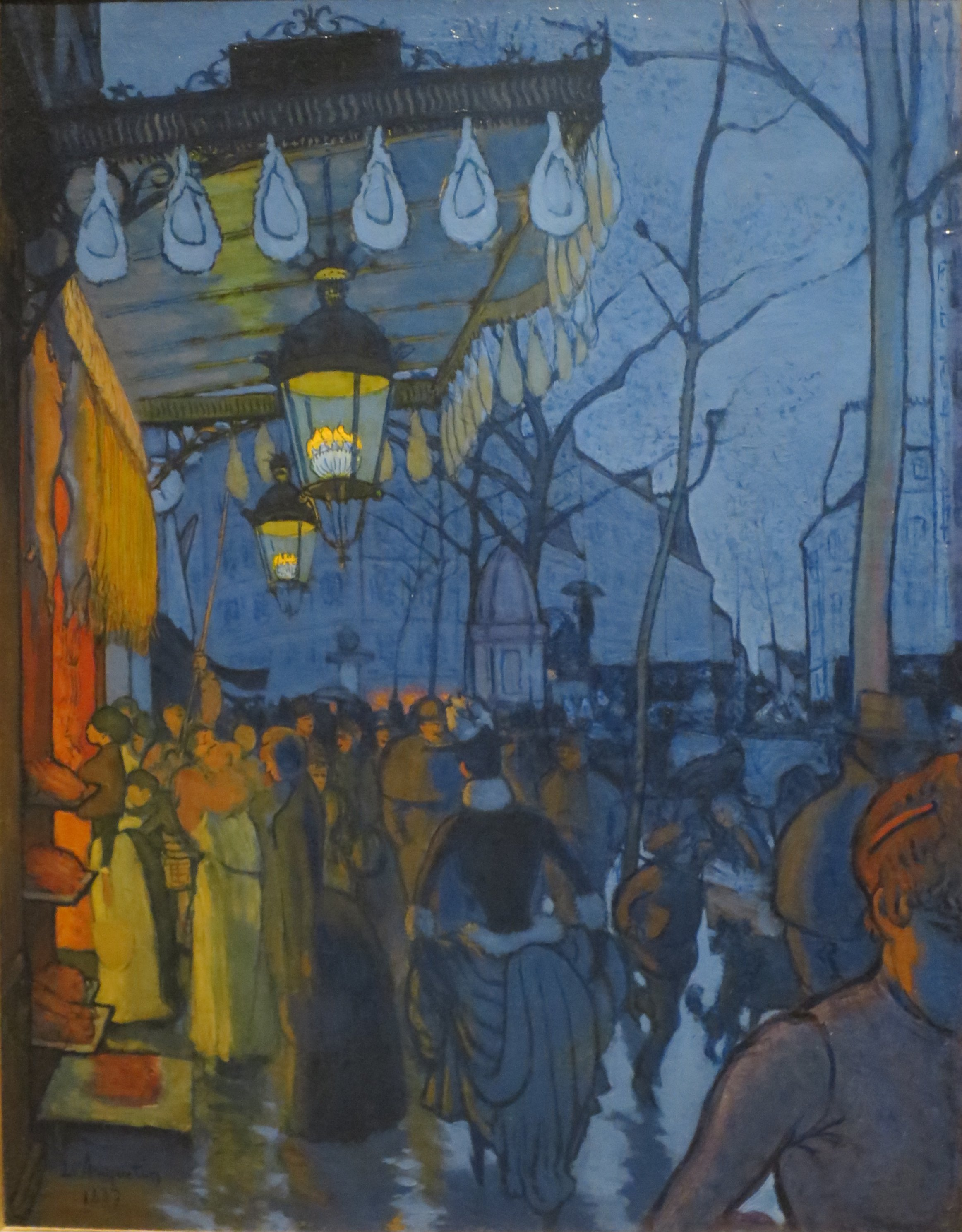
Avenida de Clichy, cinco horas da tarde, 1887
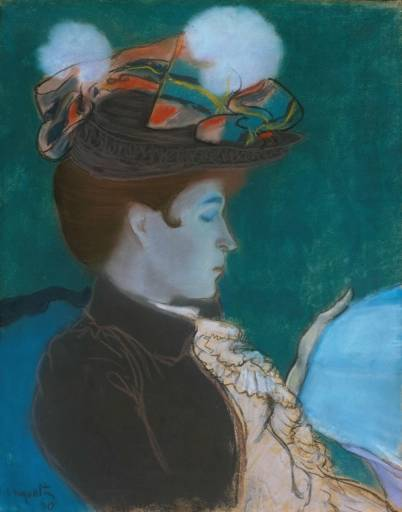
Mulher lendo, 1890
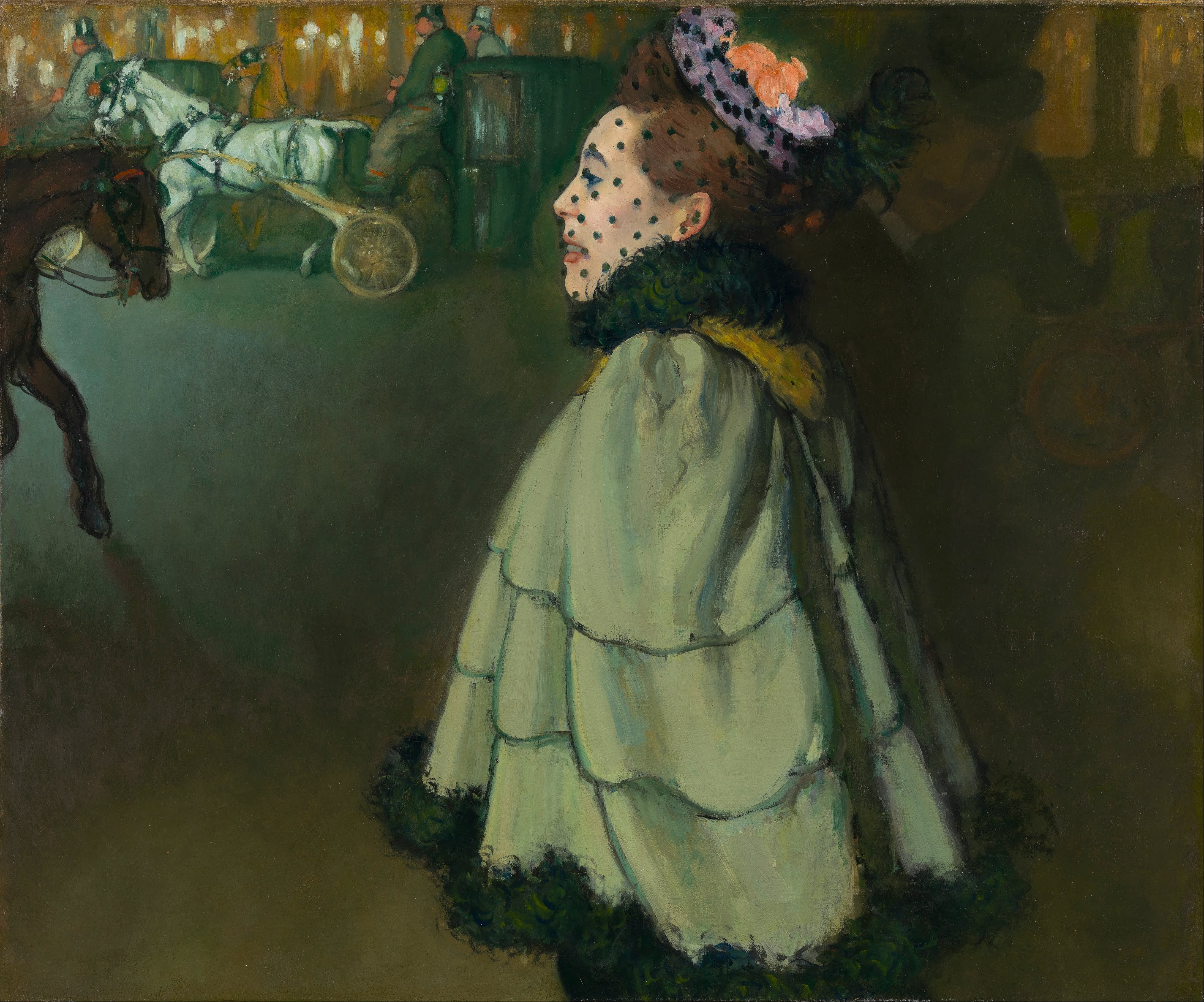
Moulin Rouge, 1893
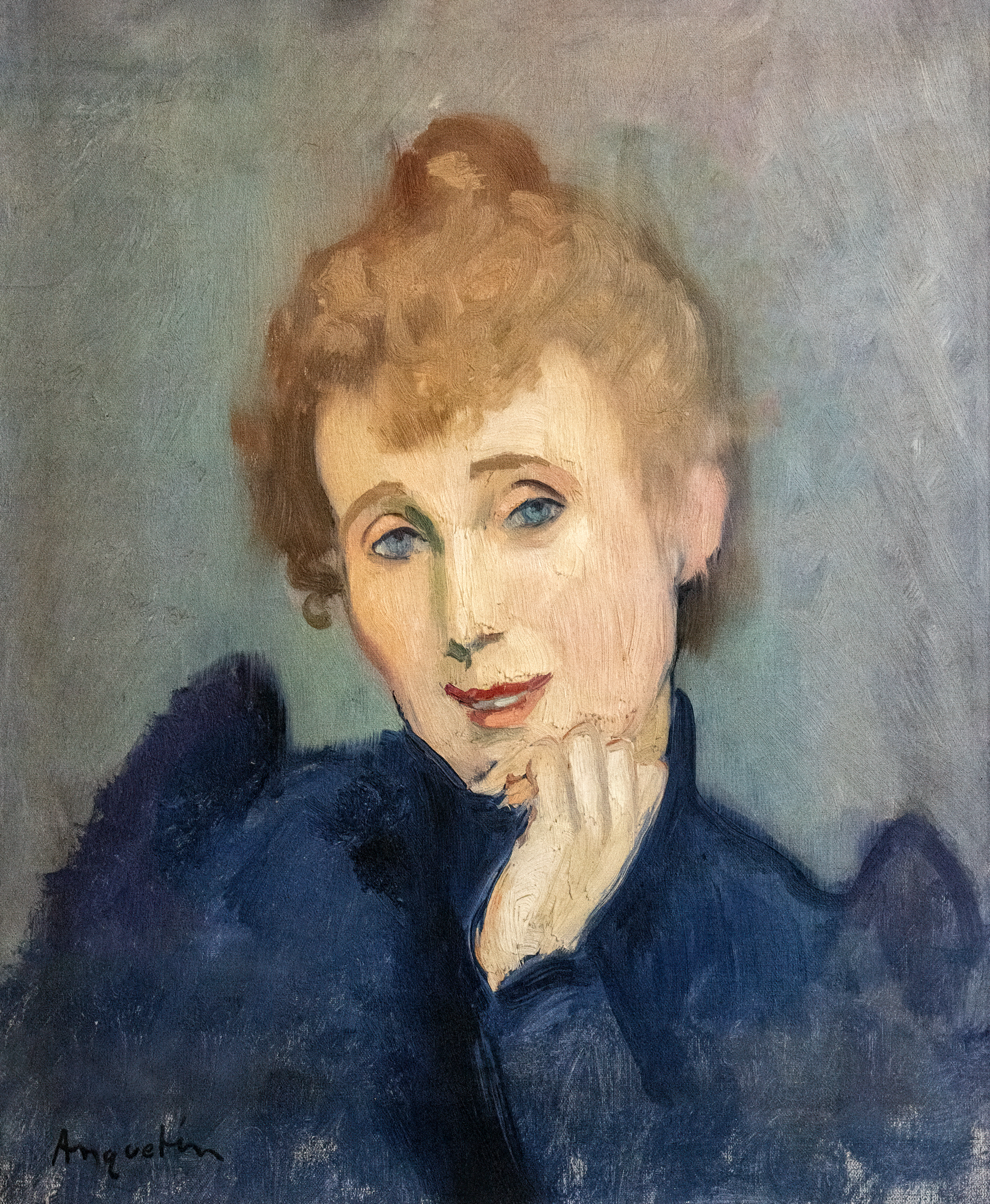
Yvette Guilbert, 1993
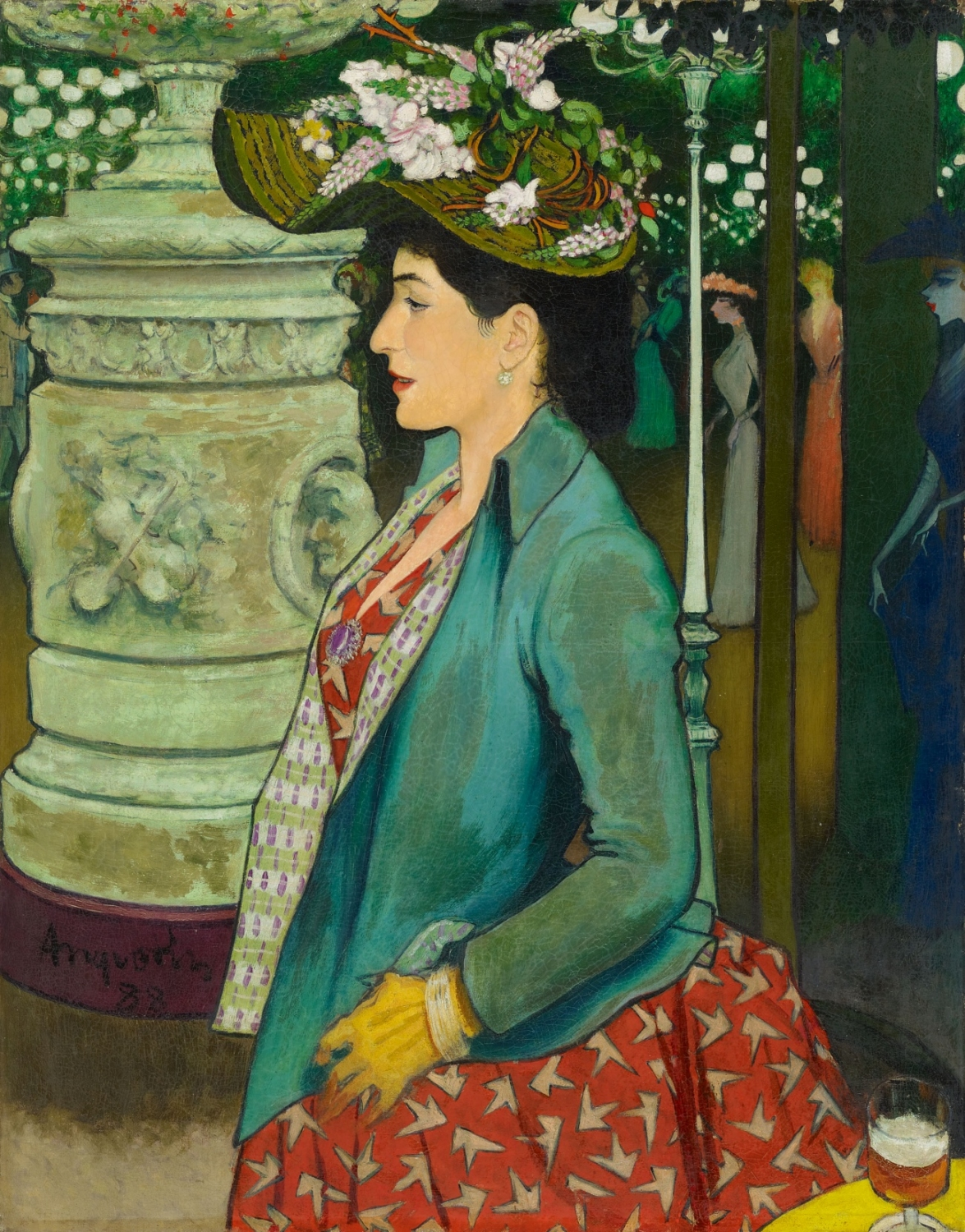
Elegante de perfil no Baile Mabille, 1888
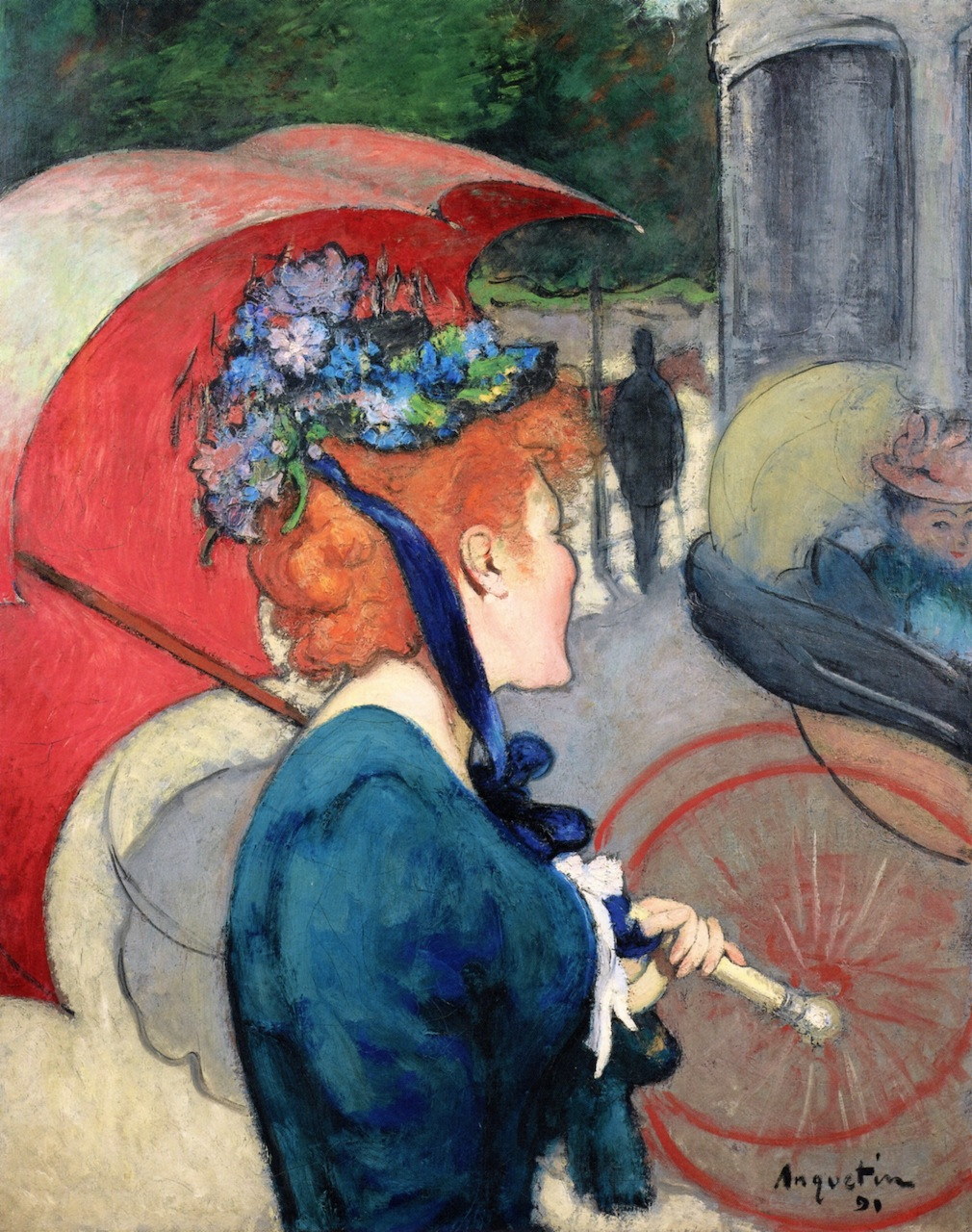
Mulher com guarda-chuva, 1891
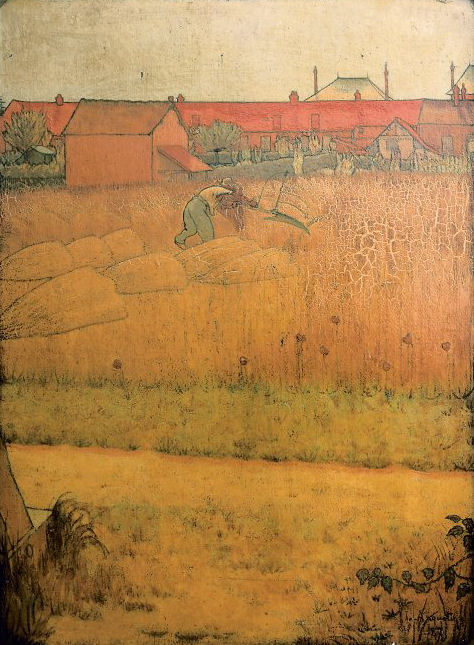
O Ceifeiro, 1887
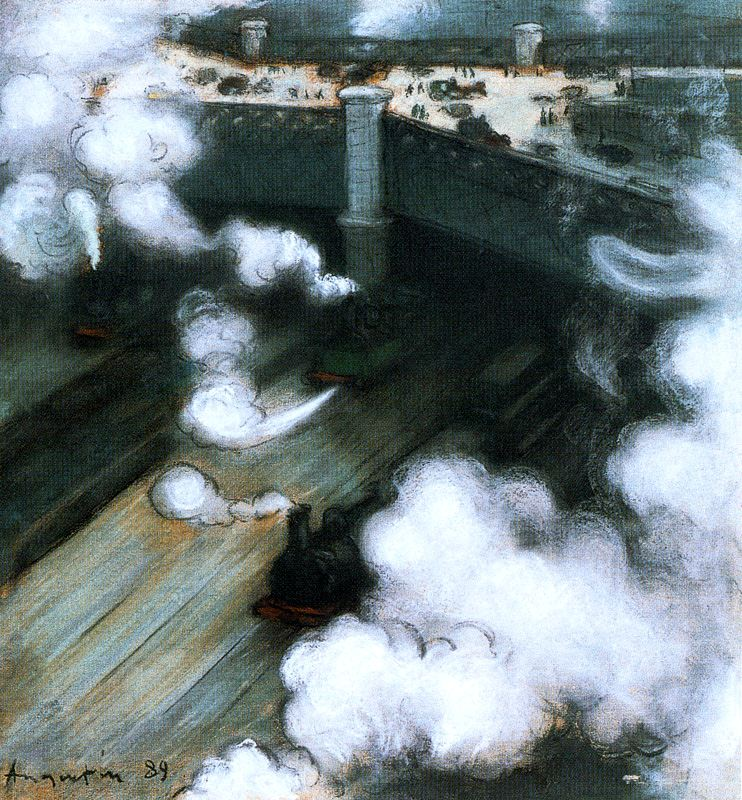
A Ponte da Europa, 1889, pastel on paper
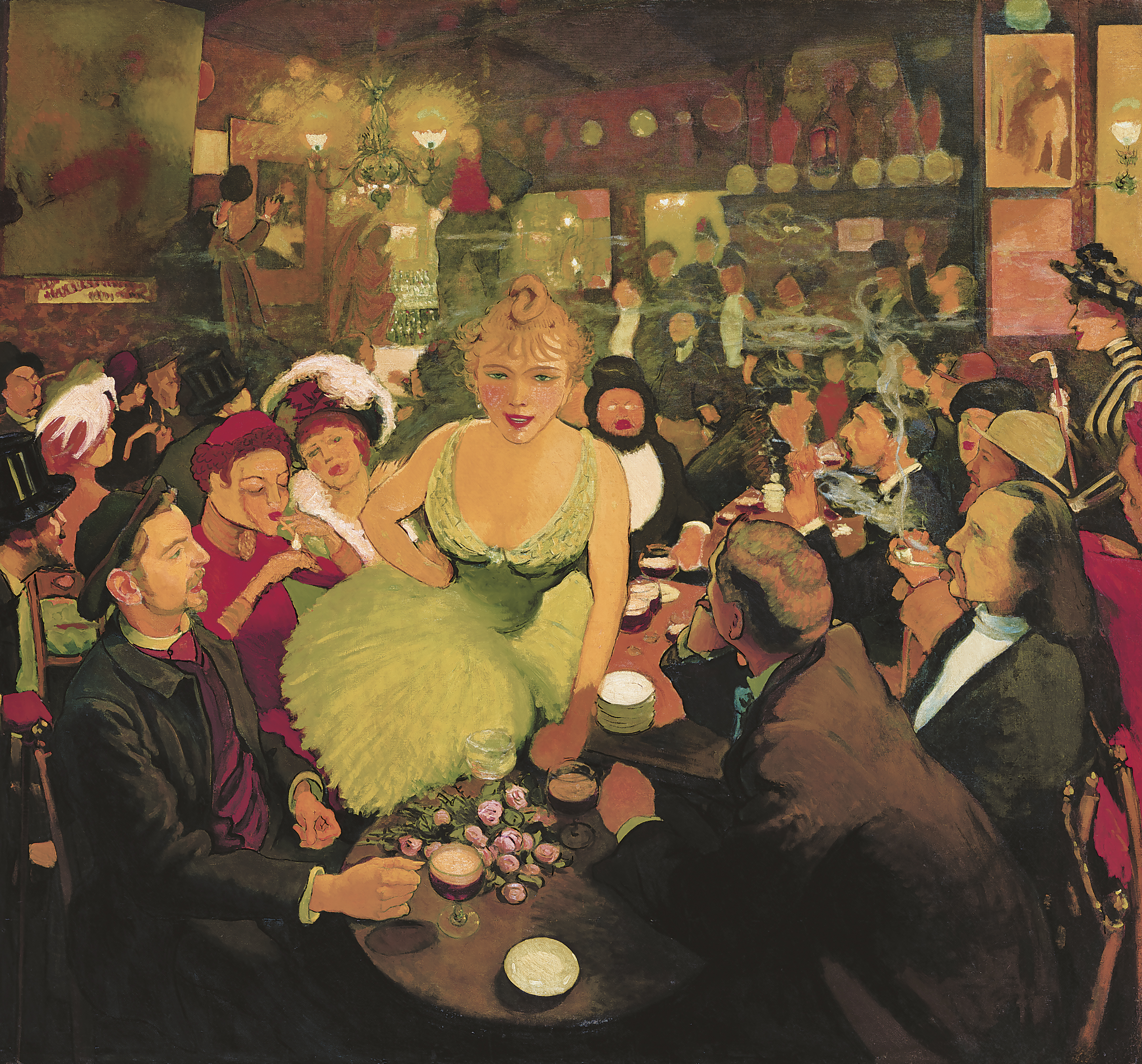
No Interior de Bruant’s Mirliton, 1886-1887
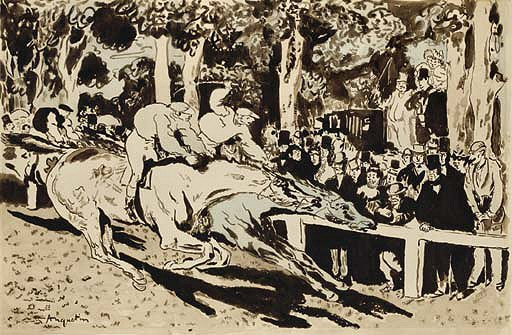
A Chegada, 1895